# Uruguay
Uruguay (Uruguayi Keleti Köztársaság, magyar jogszabályokban: Uruguay Keleti Köztársaság; (spanyol: República Oriental del Uruguay) dél-amerikai ország. Észak-északkeleten Brazíliával, nyugaton Argentínával, délen-délkeleten az Atlanti-óceánnal, illetve annak La Plata nevű öblével határos. Fővárosa Montevideo, hivatalos nyelve a spanyol. A második legkisebb ország Dél-Amerikában, Suriname után.
A jelenlegi uruguayi terület a gyarmati időkben Banda Oriental (keleti sáv) néven volt ismert és magába foglalta az úgynevezett keleti missziók területét is, amelyeket később Brazília kormánya foglalt el, és a jelenlegi brazil Rio Grande do Sul állam részévé vált. 1811 és 1828 között nyerte el függetlenségét, Portugália és Spanyolország, majd később Argentína és Brazília közötti harcokat követően.
Magas jövedelmű gazdasággal rendelkező fejlődő ország és Latin-Amerikában élen áll a demokrácia, az alacsony korrupció  és az e-kormányzat tekintetében. "Teljes demokráciának" nevezik, és nagyon előkelő helyen szerepel a kormányzati átláthatóság, a gazdasági szabadság, a társadalmi haladás, a jövedelmi egyenlőség, az egy főre jutó jövedelem, az innováció és az infrastruktúra nemzetközi méréseiben. A 2010-es évek végén Dél-Amerikában az első a sajtószabadság, a középosztály nagysága és a jólét tekintetében. Teljesen legalizálta a kannabiszt (2013-ban, elsőként a világon), továbbá az azonos neműek házasságát, a prostitúciót és az abortuszt.

## Etimológia
Neve guarani nyelven azt jelenti: „a festett madarak folyója”.

## Földrajz

### Domborzat

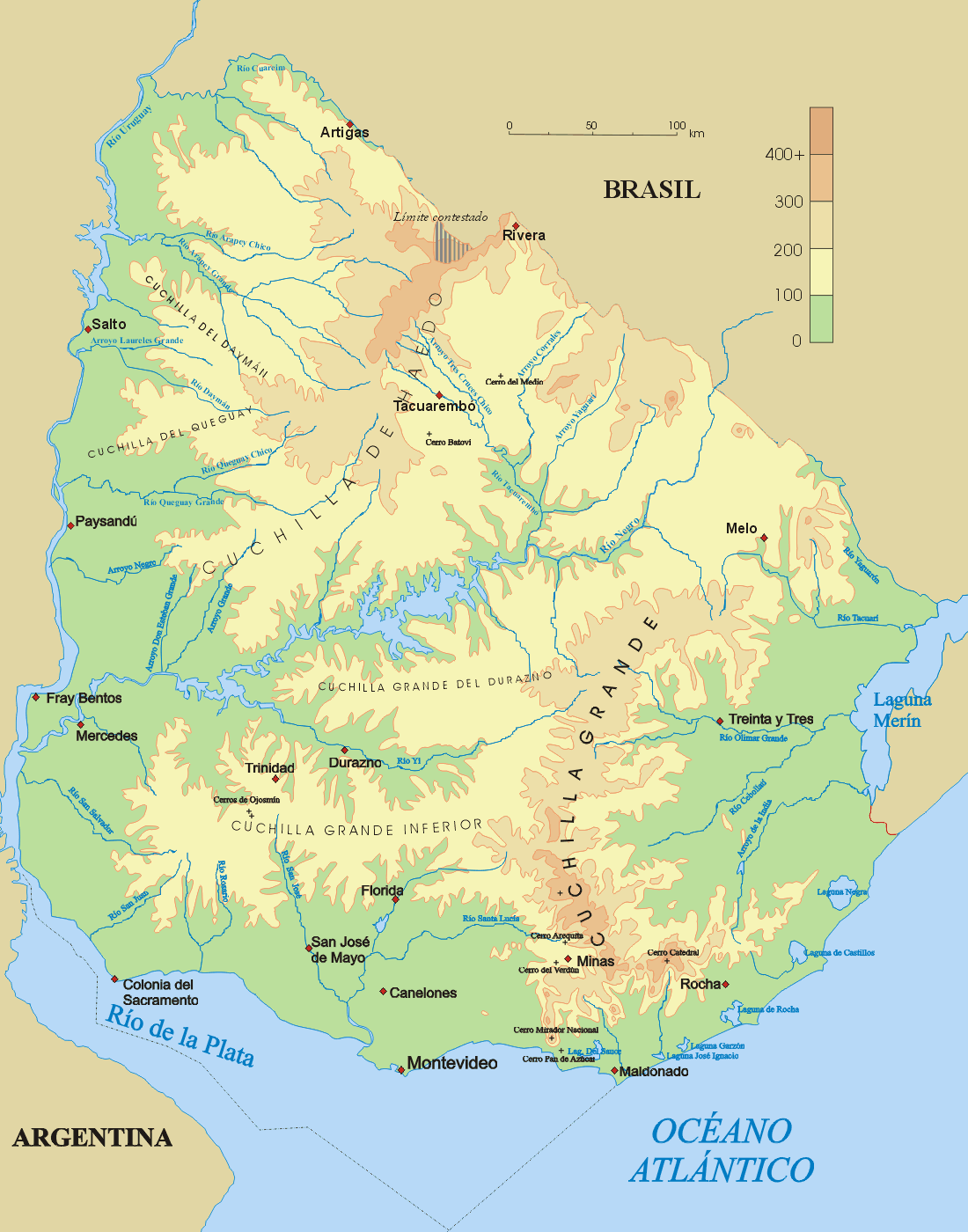
Az ország domborzati térképe

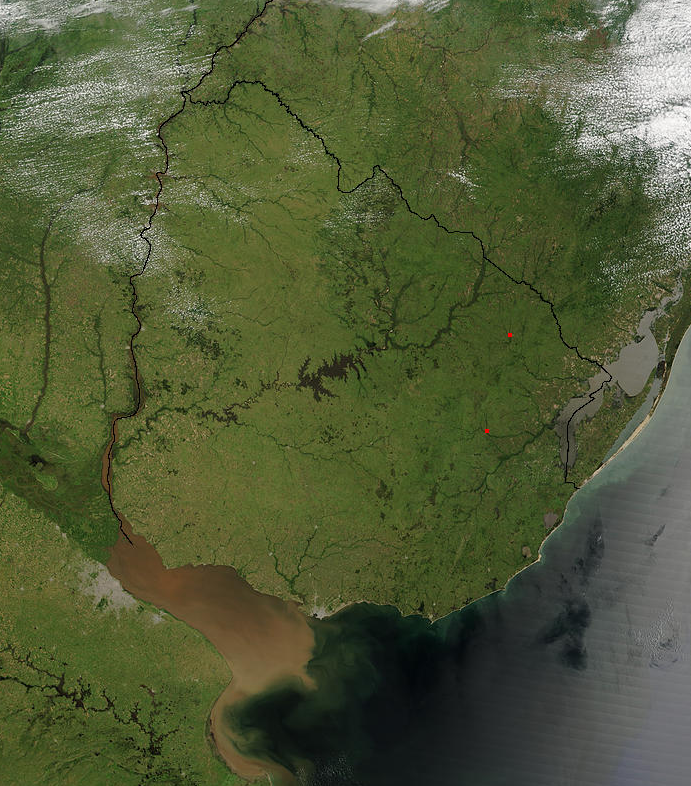
Uruguay műholdképe

Uruguay Dél-Amerika második legkisebb országa Suriname mögött. Kisebb nála Francia Guyana is, de az nem független állam, hanem Franciaország tengerentúli megyéje. Az alacsonyan fekvő ország földrajzát – a termékeny tengerparti síkság mellett – hullámos dombságok jellemzik, melyeknek két fő vonulata az észak–déli irányba húzódó Cuchilla de Haedo (az ország középső részén) és a Cuchilla de Grande (keleten). Uruguay legmagasabb pontja az 514 méter magas Cerro Catedral. Északon alacsony hegyek sora fut a Brazil-felföldbe.

### Vízrajz
Délen-délkeleten a 300 km hosszú és helyenként 210 km-es szélességet is elérő Río de la Plata – La Plata-folyó, amely valójában az Uruguay és a Paraná folyó közös, Atlanti-óceánba futó tölcsértorkolata – határolja. Másik nagy folyója a Río Negro, amely Brazíliából ered és fut keresztül az ország közepén, majd az Uruguay folyóba torkollik.
Az egész atlanti-óceáni partvidéket homokos tengerpart jellemzi, tele kisebb öblökkel és lagúnákkal. Ezt a szakaszt Uruguayi Riviérának nevezik.

### Éghajlata
Uruguay éghajlata nedves szubtrópusi, nyáron a mérsékelten meleg hőmérséklet jellemzi, télen hűvös, de a fagypont alatti hőmérséklet szinte ismeretlen. Az alacsony fekvés miatt az ország érzékeny az időjárási frontok által okozott hirtelen időjárás változásokra – így például alkalmanként ki van téve a pamperónak, az argentin pampák felől fújó viharos erejű, hideg szélnek.

### Élővilág, természetvédelem

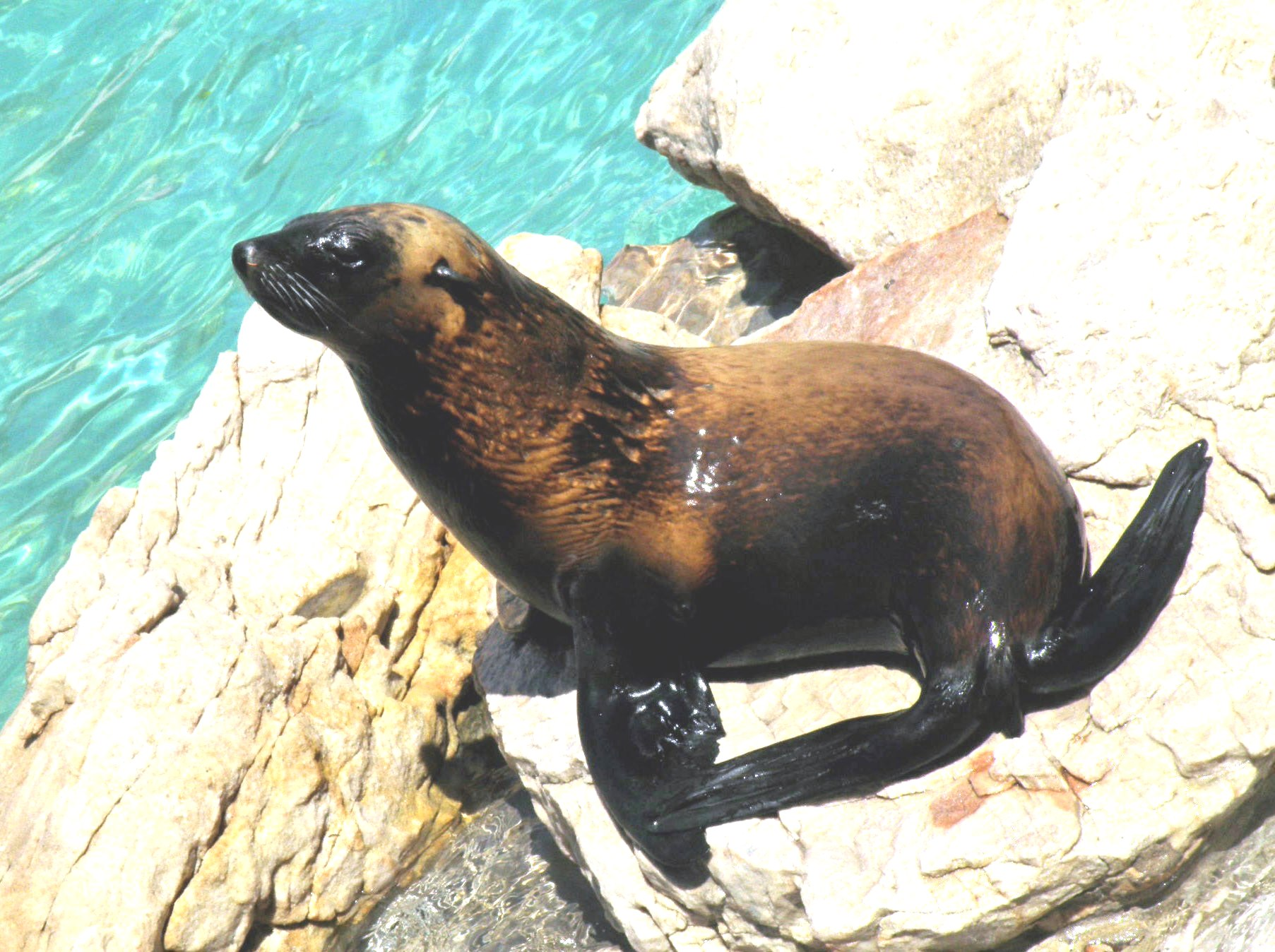
Dél-amerikai medvefóka

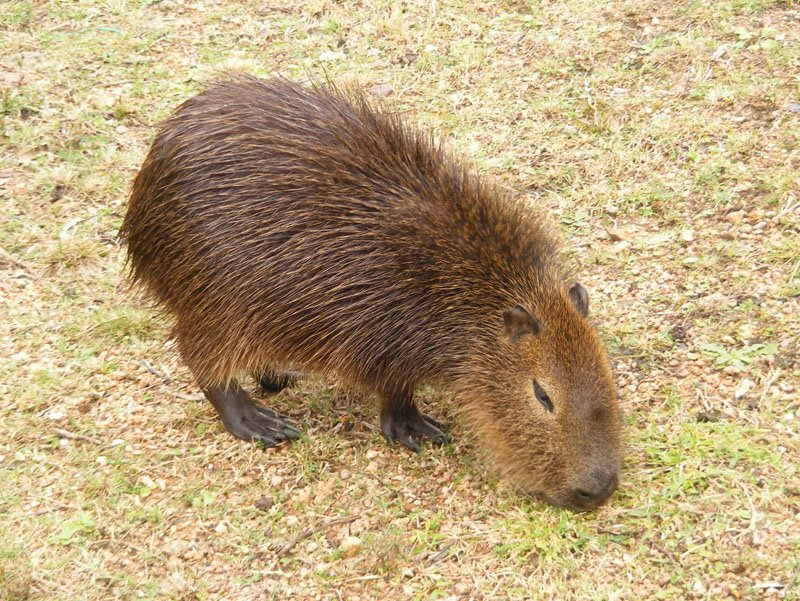
Vízidisznó

Uruguay jellemző növényzete a füves puszta (pampa), néhol pálmaligetekkel (palmar) tarkítva – bár ezek a ligetek az intenzív mezőgazdasági tevékenység miatt manapság már csak Castillos, Chuy és a Río Negro mentén, Paso de los Toros térségében lelhetők fel. A pálmaligetek fő növénye a 10-12 méter magasra is megnövő butipálma (Sygarus yatay), melynek fáját és gyümölcsét is hasznosítják. Utóbbiból alkoholtartalmú italt és pálmamézet készítenek, magját ízesítőként használják fel az uruguayi nemzeti italnak számító matéteához.
Uruguay területének alig 3%-át borítja összefüggő erdő. Ahol megmaradtak a fás vegetációk, ott sűrű szubtrópusi erdők a jellemzőek, melyeknek gyakori fái – a butipálma mellett – a ceibo és az ombú.
Uruguay legjellegzetesebb őshonos emlősei a pampaszarvas (Ozotoceros bezoarticus), a Guazauvirá-szarvas (Mazama gouazoubira) és a capybara vagy vízidisznó (Hydrochoerus hydrochaeris). Az emlősök zöme a nagy folyók mentén él, akárcsak a gazdag madárvilág képviselőinek jelentős része.

#### Nemzeti parkjai
A természetvédelmi területek hálózatát megteremtették. Nemzeti park kevés van, de több, a Ramsari egyezmény hatálya alá tartozó területet jelöltek ki a folyók mentén és a tengerparti lagúnákban.

## Történelem

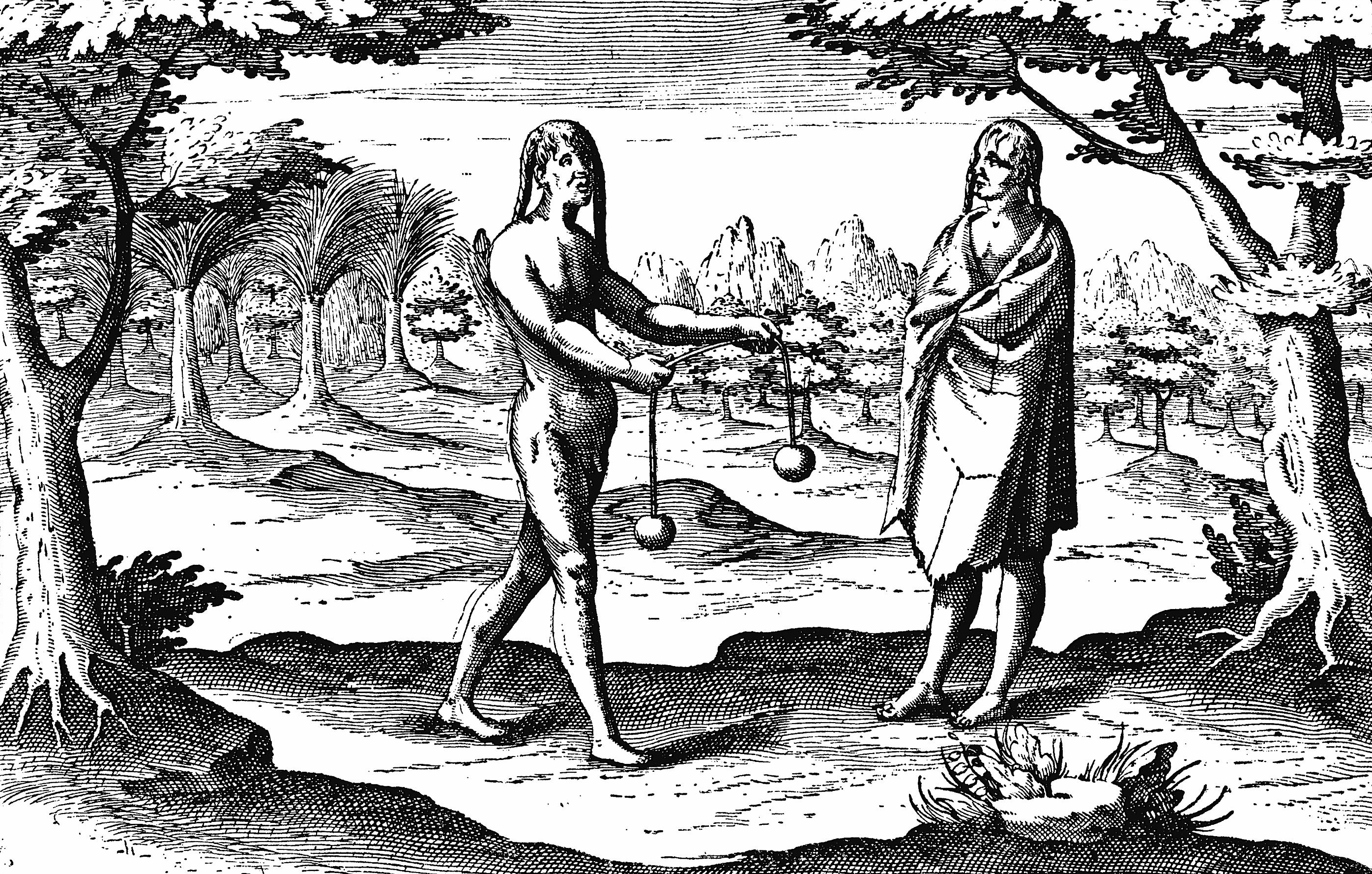
Indiánok a Río de la Plata vidékéről. Rajz 1603-ból

Az első európaiak a 16. század elején érkeztek a mai Uruguay területére. A spanyolok és a portugálok is igyekezték gyarmatosítani, végül a spanyolok kerekedtek felül. A későbbi főváros, Montevideo a 18. században alakult ki egy spanyol katonai erődítmény körül, amelyet Mauricio de Zabala, Buenos Aires kormányzójának parancsára kezdtek el építeni 1724-ben. A települést 1730-ban várossá nyilvánították, és az Uruguay folyótól keletre eső területek közigazgatási központjává tették (innen a Keleti Köztársaság elnevezés).
A 19. század elején függetlenségi mozgalmak söpörtek végig Dél-Amerikán, amelyek Uruguayt is elérték. 1811-ben a felkelők José Gervasio Artigas tábornok vezetésével döntő csapást mértek a spanyolokra. 1817-ben azonban a portugálok szállták meg Montevideót, majd az önállósodó Brazília és Argentína vetélkedett Uruguayért – 1821-ben Brazília meg is szállta a területet és Cisplatina néven provinciájává tette. A brazil uralom azonban nem sokáig tartott: 1825-ben a függetlenségért harcoló csapatok végleg kiűzték a megszállókat, így augusztus 25-én Uruguay önálló állam lett.
Uruguay őslakosságát, a Charrúa indiánokat három évszázad alatt gyakorlatilag teljesen kiirtották, illetve asszimilálták. A népirtás csúcspontja 1831. április 11. volt Salsipuedesben, amikor Uruguay első elnöke, Fructuoso Rivera tábornok seregével rajtaütött az indiánokon. Ezzel a Charrúa kultúra és nép megsemmisült – noha sok uruguayi mondhatja magát Charrúa származásúnak a spanyolok és az indiánok keveredésének köszönhetően.
A 19. század második felében a hármas szövetség háborúja nyomta rá bélyegét Uruguay életére, amely egy belső konfliktusból indult a liberális Colorados (Vörösök) párt vezetője, Venancio Flores tábornok és a konzervatív Blancos (Fehérek) vezetője, Bernardo Prudencio Berro elnök között, s végül háborúba torkollt Paraguay és az Argentína–Brazília–Uruguay hármas szövetség között. A háború egy olyan megegyezéssel ért véget 1870-ben, amelynek értelmében Montevideo és az óceánparti terület a Colorados irányítása alá került, a mezőgazdasági hátország pedig a Blancos felügyelete alá.
A 19. század végén nagy bevándorlási hullám kezdődött Európából – elsősorban Spanyolországból és Olaszországból –, és fellendült a gazdaság is. Montevideo természetes kikötőjének köszönhetően Argentína, Brazília és Paraguay számára is árulerakatot biztosított. Uruguay maga elsősorban élőállattal – azon belül is juhval – kereskedett.
A 20. század elején – előbb 1903 és 1911 között, majd 1911 és 1915 között – az országot irányító José Batlle y Ordóñez elnök politikai, szociális és gazdasági reformjai tették Uruguayt jóléti állammá, amelynek fejlettségi szintje elérte az európai államok szintjét. Politikai és gazdasági stabilitása miatt ebben az időszakban kezdték Uruguayt „Dél-Amerika Svájcaként” emlegetni – sőt lakói ma is szívesen büszkélkednek ezzel a titulussal.
A világháborúk további gazdasági fellendülést hoztak a főleg mezőgazdasági termeléssel foglalkozó Uruguaynak, mivel termékeit nagy mennyiségben tudta értékesíteni a lángokban álló Európában. A második világháború után az élelmiszerárak csökkenése visszavetette az uruguayi gazdaságot, az 1960-as évekre pedig a szociális rendszer is meggyengült. Ezt kihasználva a Tupamaros nevű gerillacsoport erőszakkal próbálta átvenni a hatalmat, amire válaszul Jorge Pacheco Areco elnök, majd utódja Juan María Bordaberry felfüggesztette az egyéni szabadságjogok gyakorlását. A gerillákkal való harcok megerősítették a hadsereget, amely 1973-ban átvette a hatalmat, és így az egykor demokratikus Uruguayból katonai diktatúra lett – egészen 1984-ig, amikor Julio María Sanguinettit választották elnökké.
Sanguinetti 1990-ig volt hatalmon, majd 1995 és 2000 között. 2005-ben Tabaré Vázquezt választották elnökké, 2010-ben pedig José Mujicát, a balközép Frente Amplio párt jelöltjét.

## Politika és közigazgatás

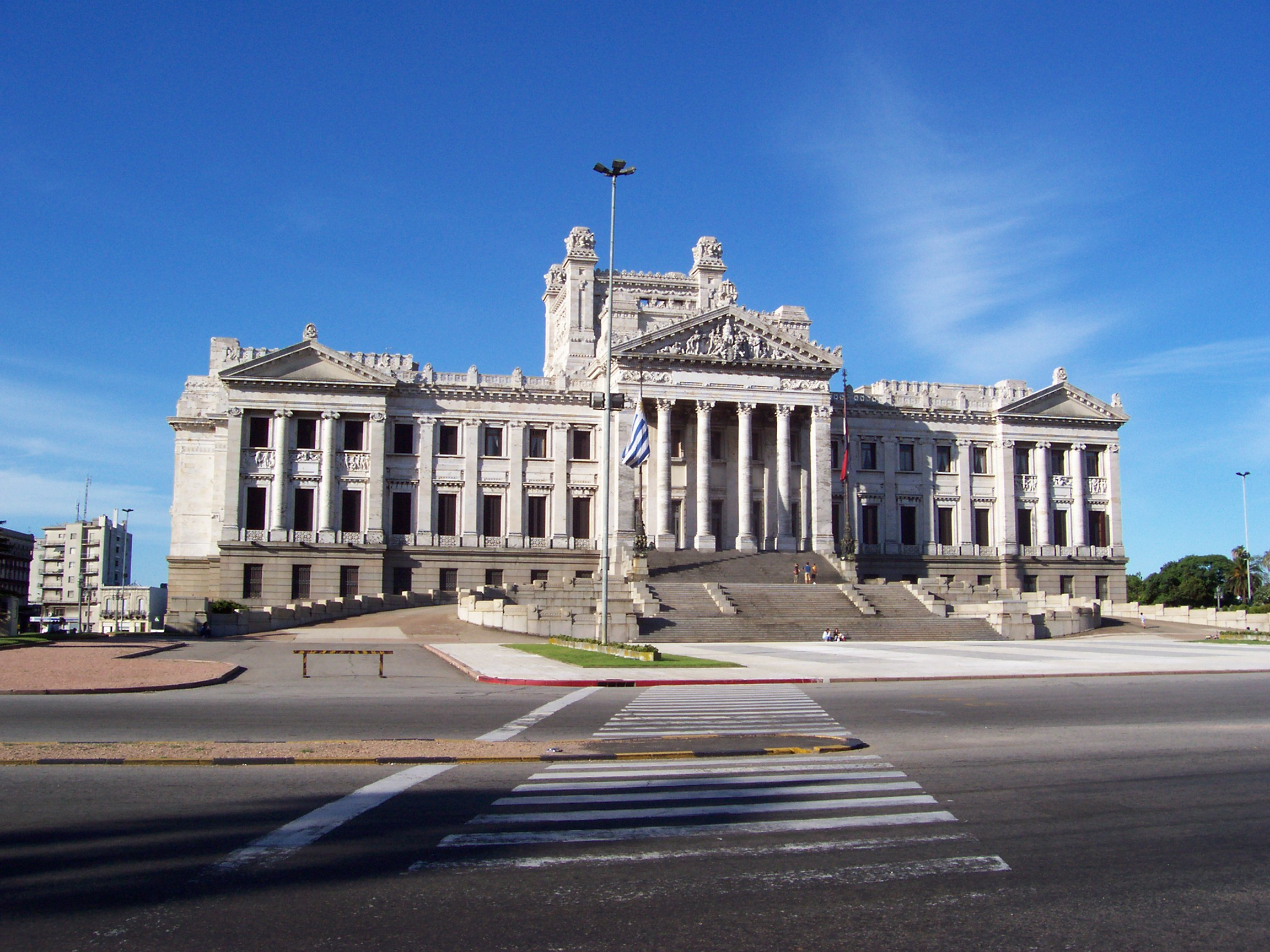
Palacio Legislativo, a nemzetgyűlés épülete

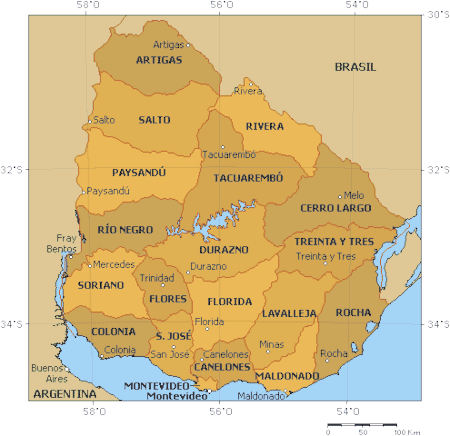
Az ország közigazgatási felosztása

Uruguay egy képviseleti demokratikus köztársaság, elnöki rendszerrel. A kormány tagjait a választójogi rendszer öt évre választja. A végrehajtó hatalmat az elnök és a 14 miniszterből álló kabinet gyakorolja.
A törvényhozó hatalmat a parlament (nemzetgyűlés) alkotja, amely két kamarából áll.

### Közigazgatási beosztás
Uruguaynak 19 megyéje van. Ezek a következők:
| Megye             | Terület (km²) | Népesség (2011) | Székhely               |
| ----------------- | ------------- | --------------- | ---------------------- |
| Artigas           | 11928         | 73 378          | Artigas                |
| Canelones         | 4536          | 520 187         | Canelones              |
| Cerro Largo megye | 13648         | 84 698          | Melo                   |
| Colonia           | 6106          | 123 203         | Colonia del Sacramento |
| Durazno           | 11643         | 57 088          | Durazno                |
| Flores            | 5144          | 25 050          | Trinidad               |
| Florida           | 10417         | 67 048          | Florida                |
| Lavalleja         | 10016         | 58 815          | Minas                  |
| Maldonado         | 4793          | 164 300         | Maldonado              |
| Montevideo        | 530           | 1 319 108       | Montevideo             |
| Paysandú          | 13922         | 113 124         | Paysandú               |
| Río Negro         | 9282          | 54 765          | Fray Bentos            |
| Rivera            | 9370          | 103 493         | Rivera                 |
| Rocha             | 10551         | 68 088          | Rocha                  |
| Salto             | 14163         | 124 878         | Salto                  |
| San José          | 4992          | 108 309         | San José               |
| Soriano           | 9008          | 82 595          | Mercedes               |
| Tacuarembó        | 15438         | 90 053          | Tacuarembó             |
| Treinta y Tres    | 9676          | 48 134          | Treinta y Tres         |

## Népesség

### Népességének változása
| Lakosok száma | 2 538 779 | 2 723 055 | 2 821 645 | 2 876 019 | 2 992 644 | 3 131 936 | 3 270 549 | 3 325 411 | 3 360 431 | 3 444 263 |
|               | 1960      | 1966      | 1972      | 1978      | 1984      | 1991      | 1997      | 2003      | 2009      | 2023      |

### Általános adatok

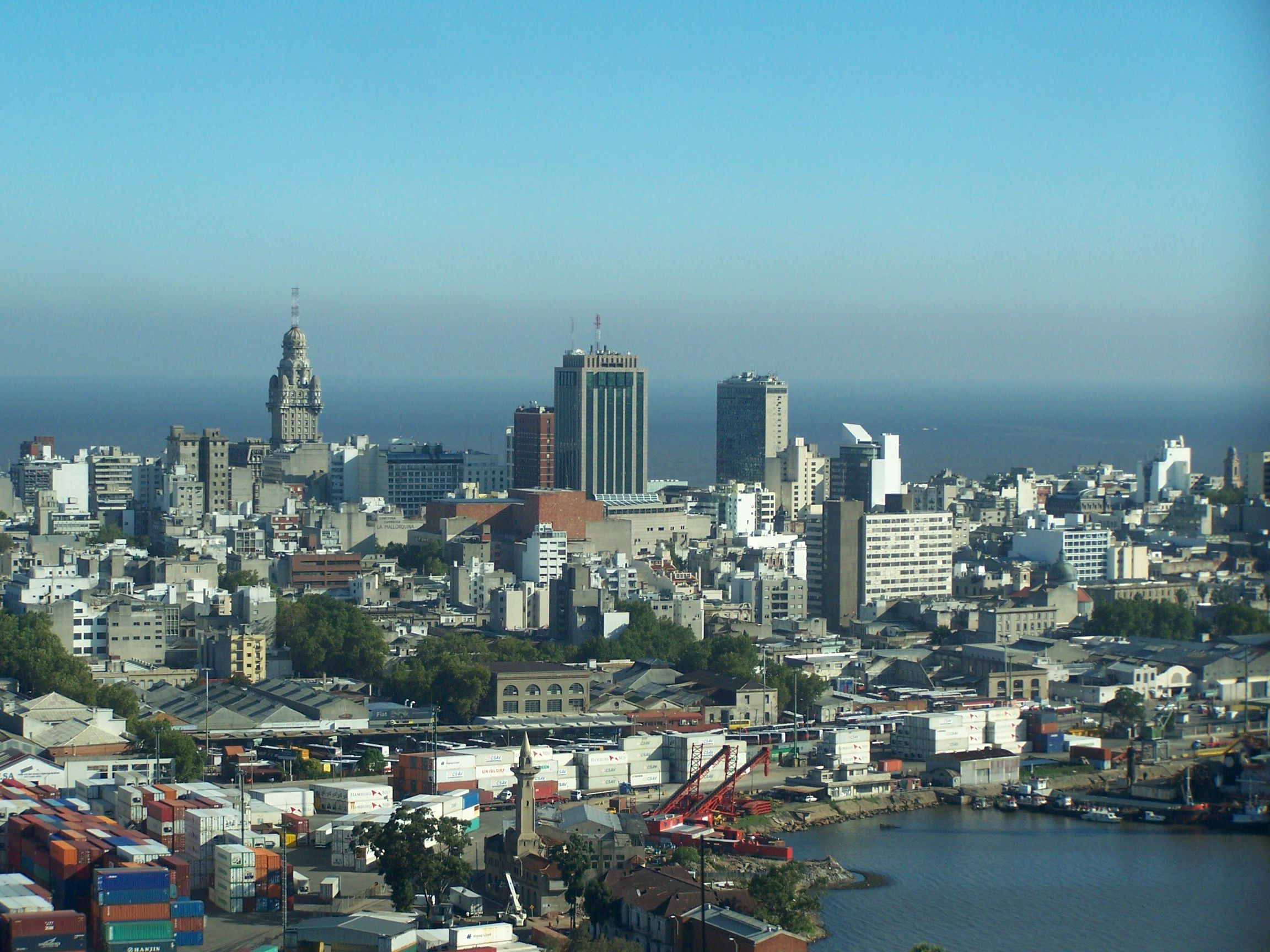
Montevideo, az ország fővárosa

Az uruguayiak túlnyomórészt európai származásúak, a 2011-es népszámlálás során a lakosság több mint 87,7%-a vallotta magát európai származásúnak.
Uruguayban az írástudók aránya magas (98%), a munkaerő jól képzett. Erős a városi középosztály, viszonylag kiegyenlítettek a jövedelmi szintek. Az 1970–1980-as években – a katonai diktatúra idején – a becslések szerint körülbelül félmillió uruguayi vándorolt ki Európába, emiatt – és mert Amerikában itt a legkisebb a születési ráta – a társadalom elöregedőben van.
Az európai (főleg spanyol) kultúrán kívül Uruguayt érték afrikai és ősi indián kulturális hatások is

### Etnikai megoszlás
Latin-Amerika legtöbb országához hasonlóan Uruguay kulturális hagyatékára is a spanyol kultúra nyomta rá a bélyegét – noha az ország lakosságának körülbelül fele olasz származású. A lakosság legnagyobb része európai ősökkel rendelkezik, ezen felül jelentős számú mesztic és afro-uruguayi él az országban. A 2011-es népszámlálás szerint (3,28 millió) Uruguay lakosságának 87,7%-a fehér, 7,8%-a afro-uruguayi, 2,35%-a mesztic és 0,23%-a ázsiai.

### Nyelvi megoszlás
A spanyol az ország hivatalos nyelve és mint ilyet csaknem mindenki beszéli.
Az üzleti életben gyakran használják az angol nyelvet – csakúgy, mint a franciát és az olaszt. Az északi régiókban, a brazil határ környékén elterjedt a portugál nyelv, valamint a portuñol, amely a spanyol és a portugál sajátos keveredése.

### Vallási megoszlás
A lakosság 66%-a római katolikus vallású, 2%-a protestáns, 1%-a zsidó, míg 31% vallását nem gyakorlónak mondja magát.[mikor?][forrás?]
Uruguay a legszekulárisabb Dél-Amerikai állam. Az egyház és az állam szigorúan különválasztott, a vallásszabadság mindenki számára biztosított.

## Gazdaság

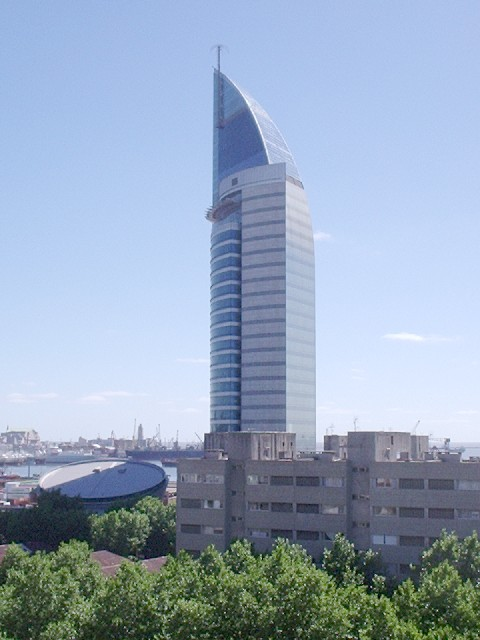
Az ANTEL telekommunikációs cég épülete a fővárosban

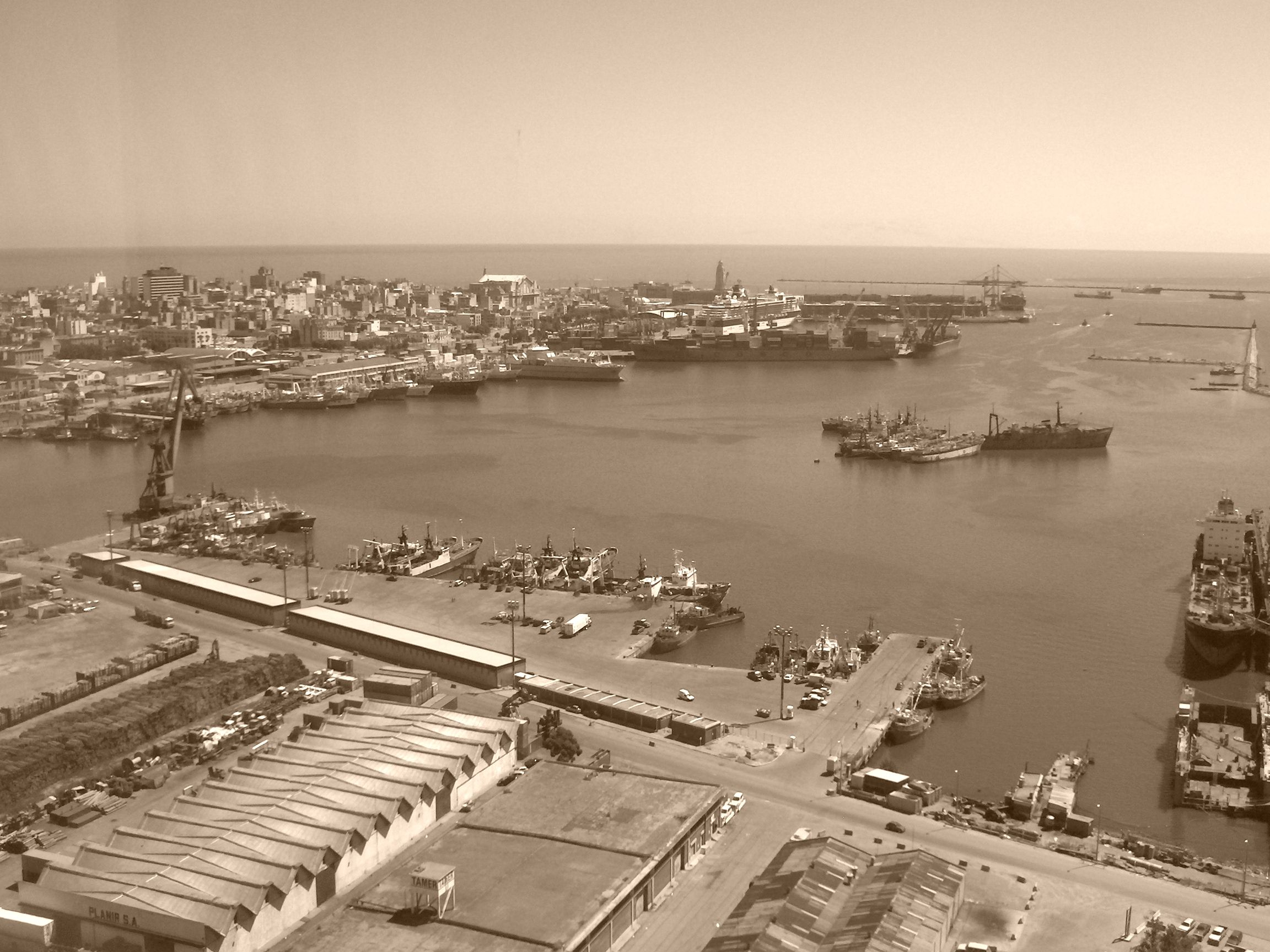
Montevideo kereskedelmi kikötője

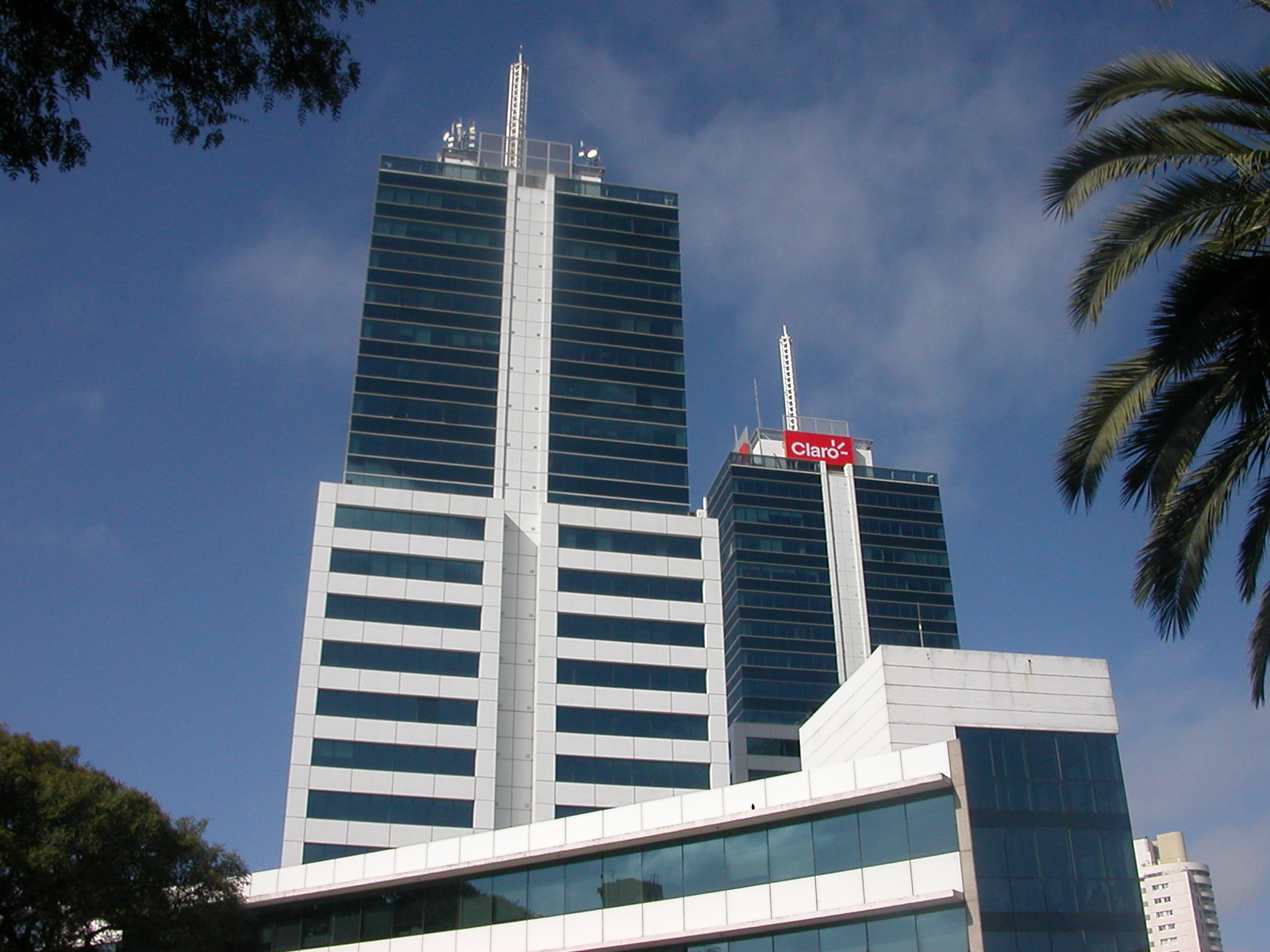
A világkereskedelmi épületcsoport Montevideoban

Uruguay korábban mezőgazdasági jellegű ország volt, mára a mezőgazdaság aránya jelentősen csökkent az ország GDP-jében, de a mezőgazdasági termékek még mindig fő exportcikknek számítanak.
Az ipar is fejlett, az utóbbi időben különösen az elektronika és a szoftverfejlesztés terén vált jelentős exportőrré, de fontos élelmiszeripara, közlekedési eszköz gyártása, olajfeldolgozása és textilipara is.
2015-ben a munkanélküliség 7,5%-os. 

### Mezőgazdaság
Fő terményei : szójabab, búza, rizs, kukorica, dohány.
Jelentősebb a borászat és a tejtermelő állattenyésztés.

### Ipar
Fő ágazatok : élelmiszer-feldolgozás, elektromos gépek és közlekedési eszközök gyártása, kőolajtermékek, textilipar, vegyipar, italgyártás.

### Külkereskedelem
- Fő exportpartnerek 2016-ban [12]:  Brazília 16,4%,  Kína 12,2%,  USA 6,2%,  Argentína 5%
- Fő importpartnerek 2016-ban [12]:  Kína 18,8%,  Brazília 17,9%,  Argentína 13,3%,  USA 6,9%,  Németország 4,7%

### Az országra jellemző egyéb ágazatok
- Halászat.
- Nőtt a turizmus jelentősége is, amelynek egyik fő ága az úgynevezett gaucsó-kultúra megismerése (gaucsó (gaucho) = szarvasmarha pásztor a pampákon).

## Közlekedés

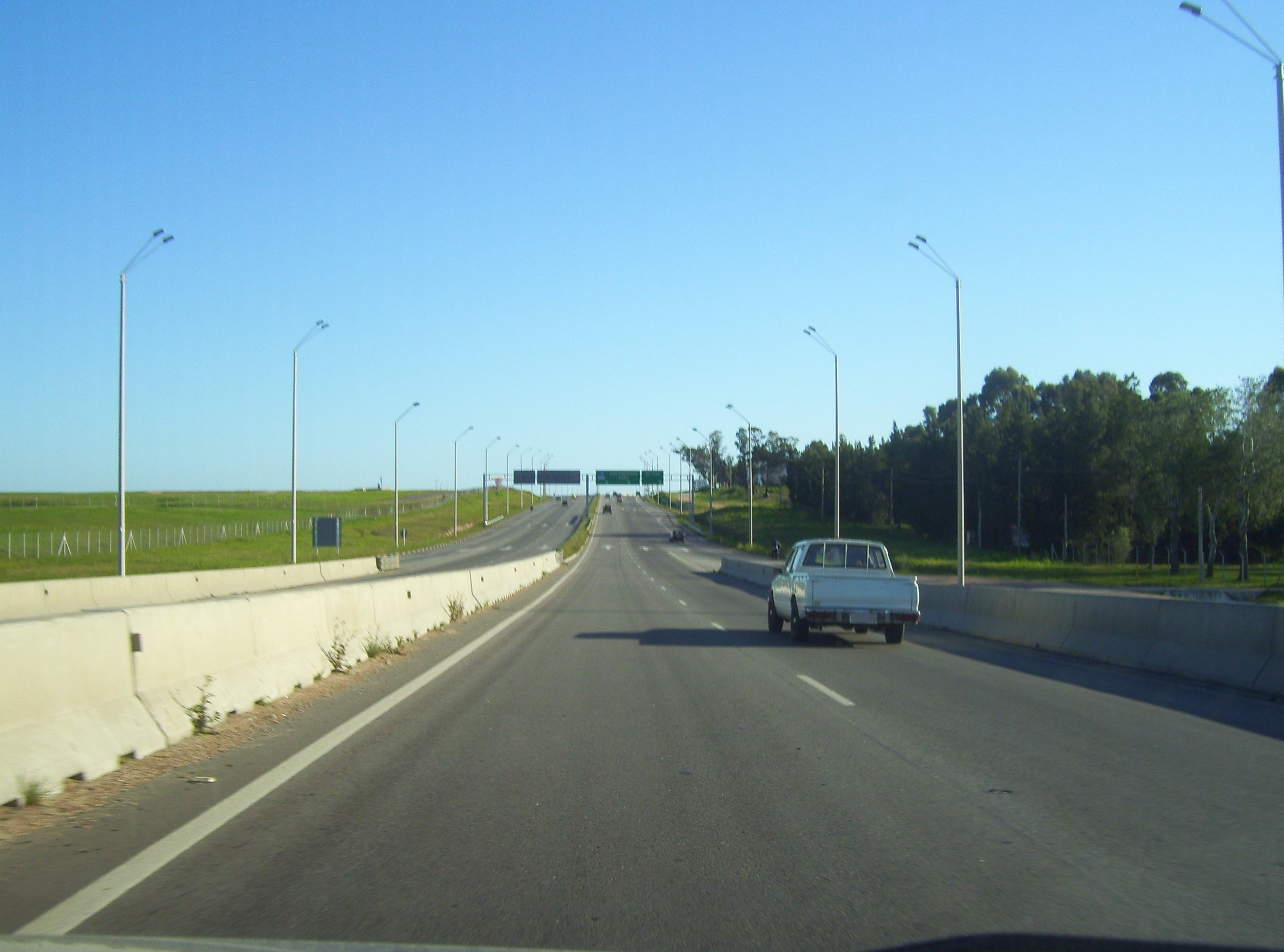
A 101-es jelű főút

## Telekommunikáció
| Hívójel prefix | C[V..X] |
| ITU zóna       | 14      |
| CQ zóna        | 13      |

## Kultúra

### Kulturális intézmények

#### Kulturális világörökség
Uruguay hozzájárulása a világ kulturális örökségéhez Colonia del Sacramento városának történelmi negyede.

### Művészetek

#### Zene

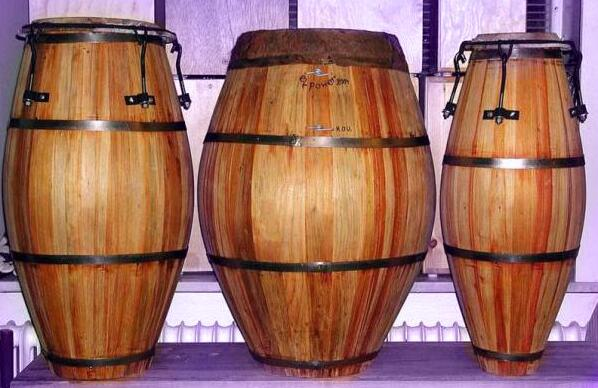
Candombe-dobok

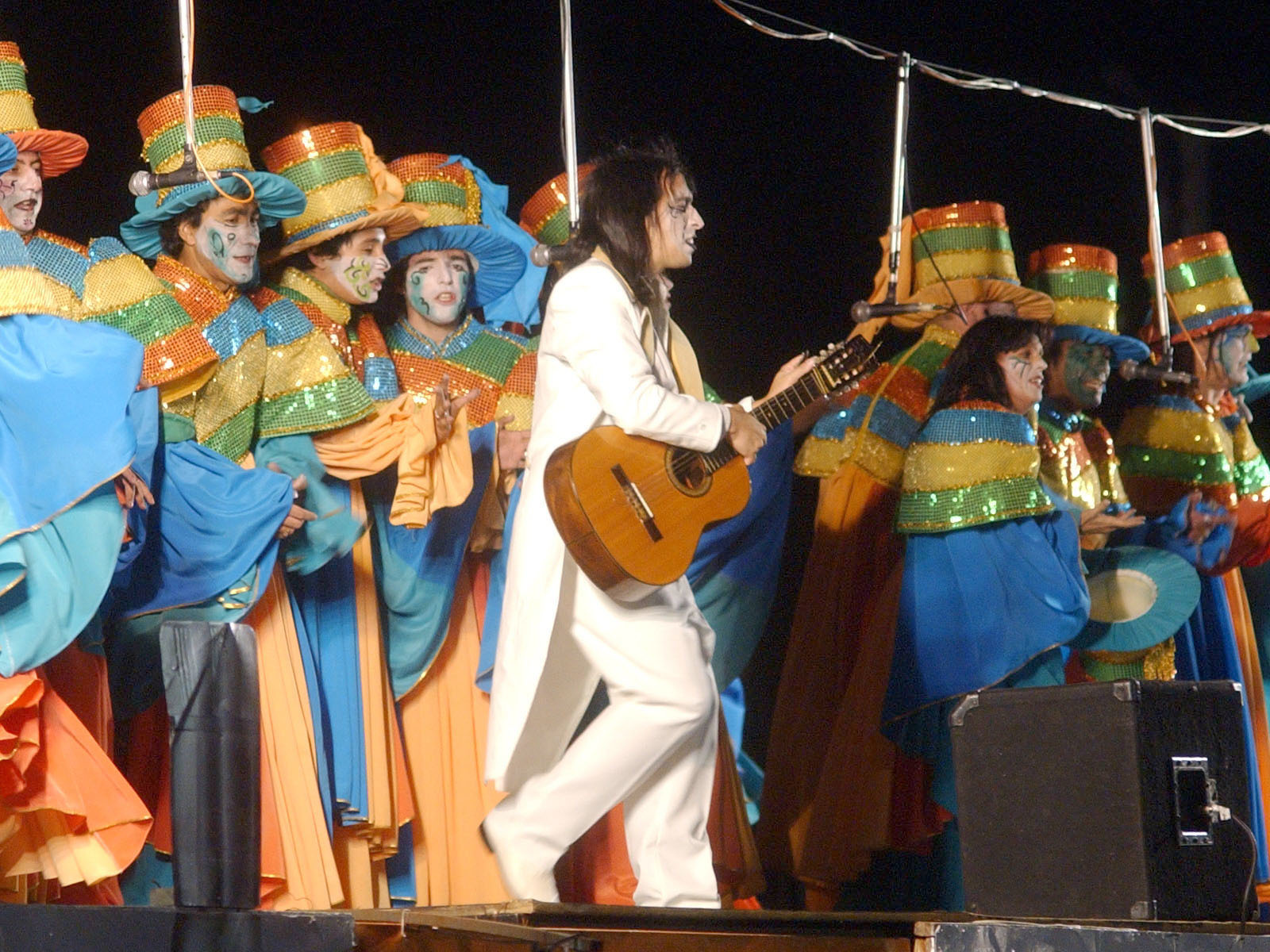
Murga, karneváli zenészek

Jellegzetes uruguayi népzenei stílusok a candombe (afro-uruguayi eredetű, ütős hangszerek által meghatározott zene), a milonga (spanyol eredetű gitárzene) és a murga (színházi eredetű karnevál zene).
Szintén népszerű a tangó, amelynek nemcsak Argentína, hanem Uruguay is őshazája. A világ egyik legismertebb tangója, a "La Cumparsita" szerzője az uruguayi Gerardo Matos Rodríguez.
A rock, a jazz, a popzene és más euro-amerikai stílusok is nagy népszerűségnek örvendenek Uruguayban.

#### Képzőművészet
Jelentős uruguayi festők:
- Juan Manuel Blanes (1830-1901) – a leghíresebb 19. századi uruguayi festő, akinek fő témája a gauchók életének, valamint uruguayi történelmi események megörökítése volt,
- Pedro Figari (1861-1938) – szívesen festett montevideói életképeket, valamint uruguayi tájakat,
- Joaquín Torres García (1874-1949) – a konstruktív univerzalizmus kifejlesztője.

A leghíresebb uruguayi szobrász José Belloni (1880-1965) volt, akinek alkotásai ma is megtalálhatók számos montevideói parkban és bevásárlóközpontban.

### Hagyományok, néprajz

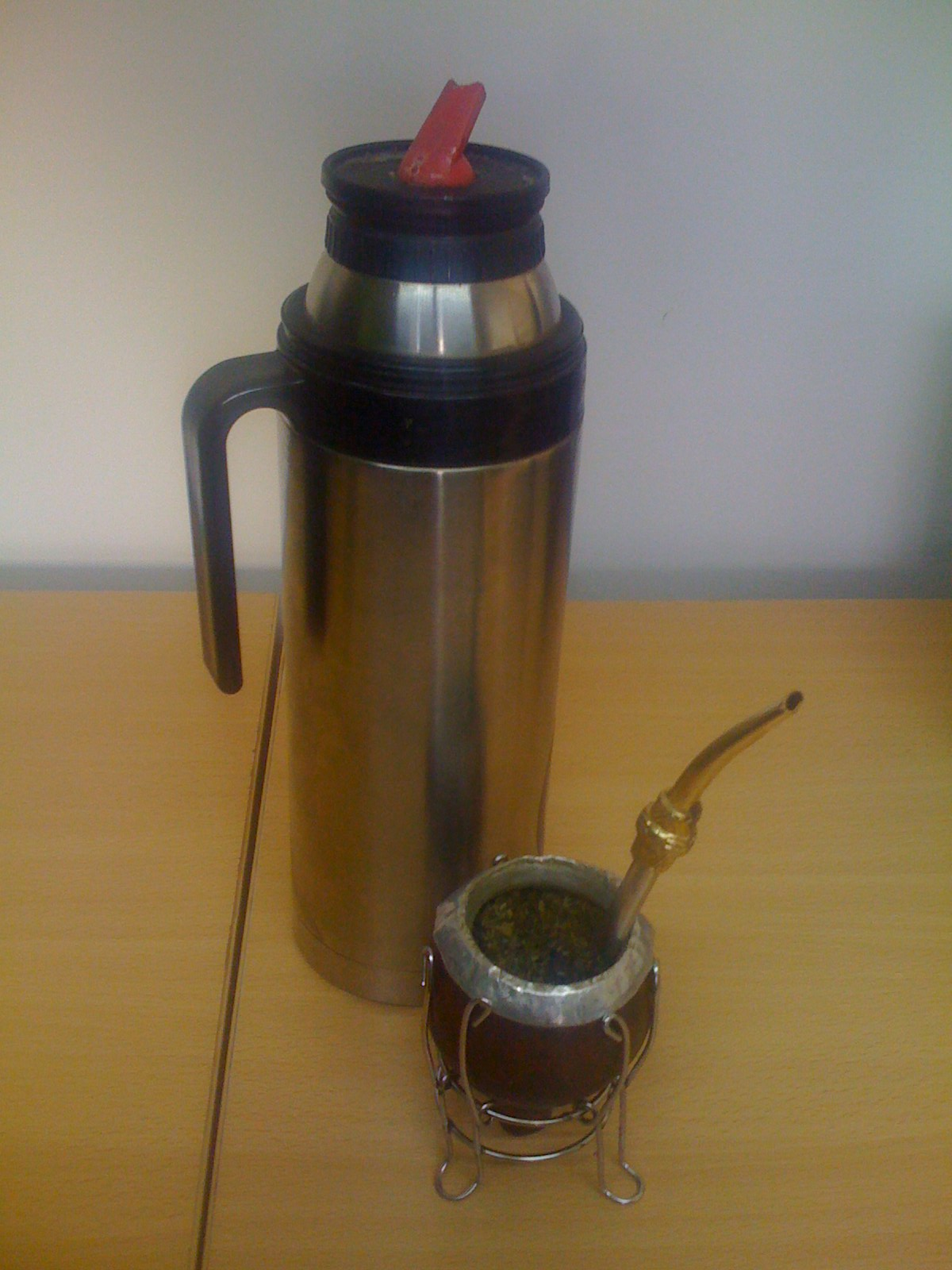
A matétea nemzeti ital és a mindennapok része

### Gasztronómia
Az uruguayiak sok húst esznek. Nemzeti ételeik a parrillada (marhahús-tál), a chivito (tápláló marhahúsos szendvics) és a tésztafélék. Utóbbi a 19. század végi – 20. század eleji jelentős olasz bevándorlásnak köszönhető.
További uruguayi ételek: morcilla dulce, dulce de leche, olímpicos, húngaras, masas surtidas.
Uruguayi nemzeti italok a matétea, a clérico és a medio y medio.

## Turizmus

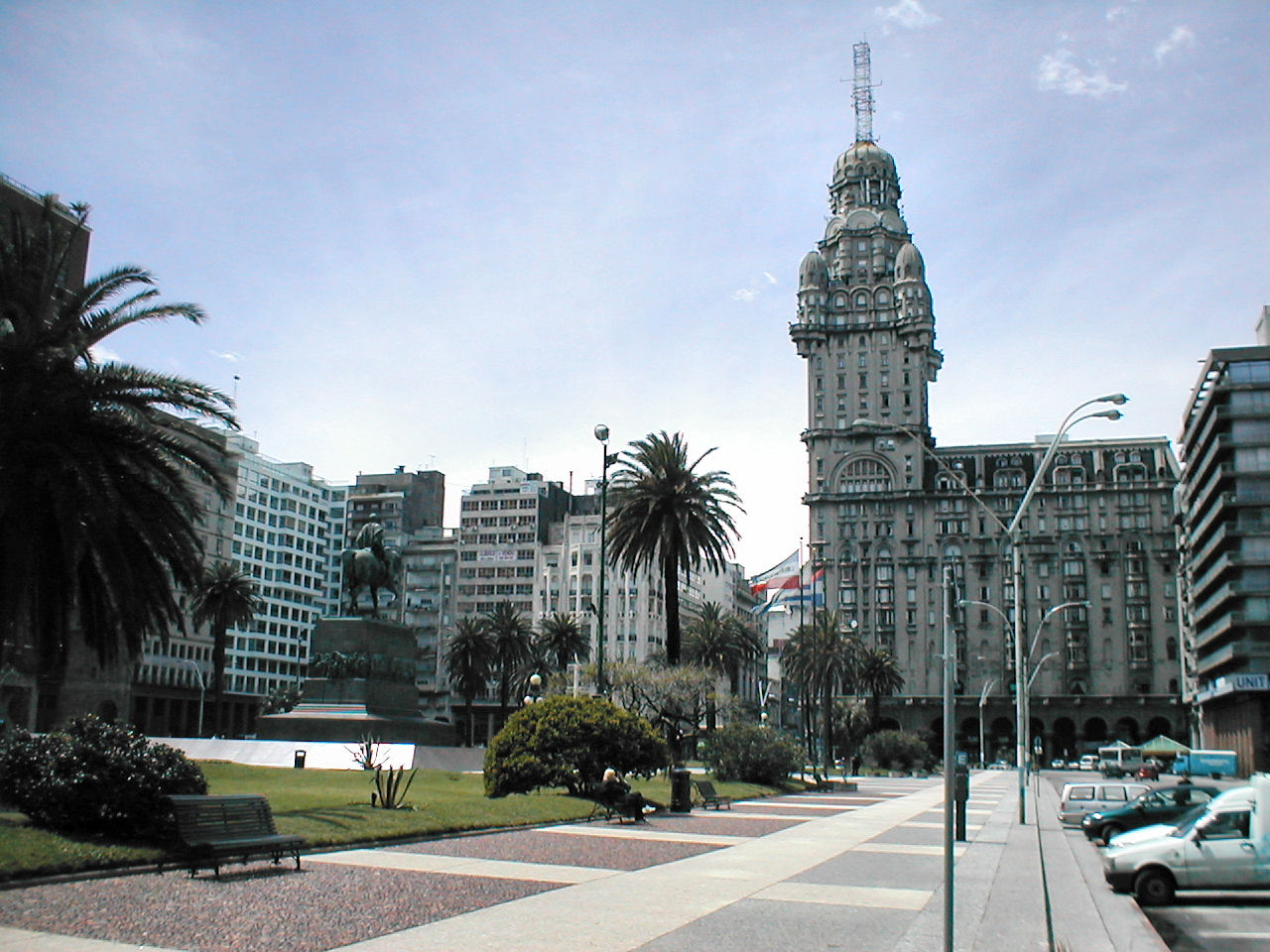
Montevideo belvárosa
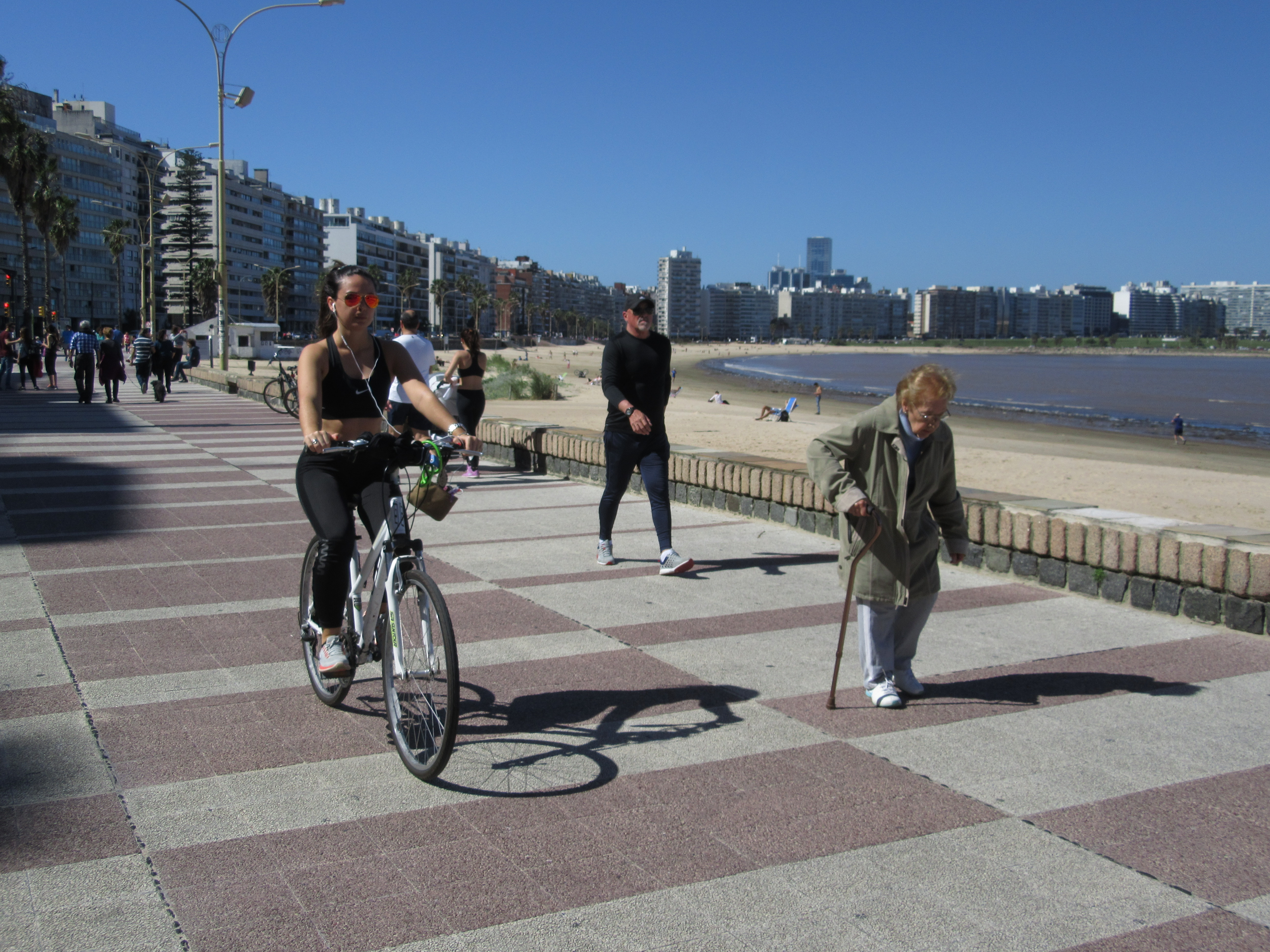
Montevideo tengerpartja
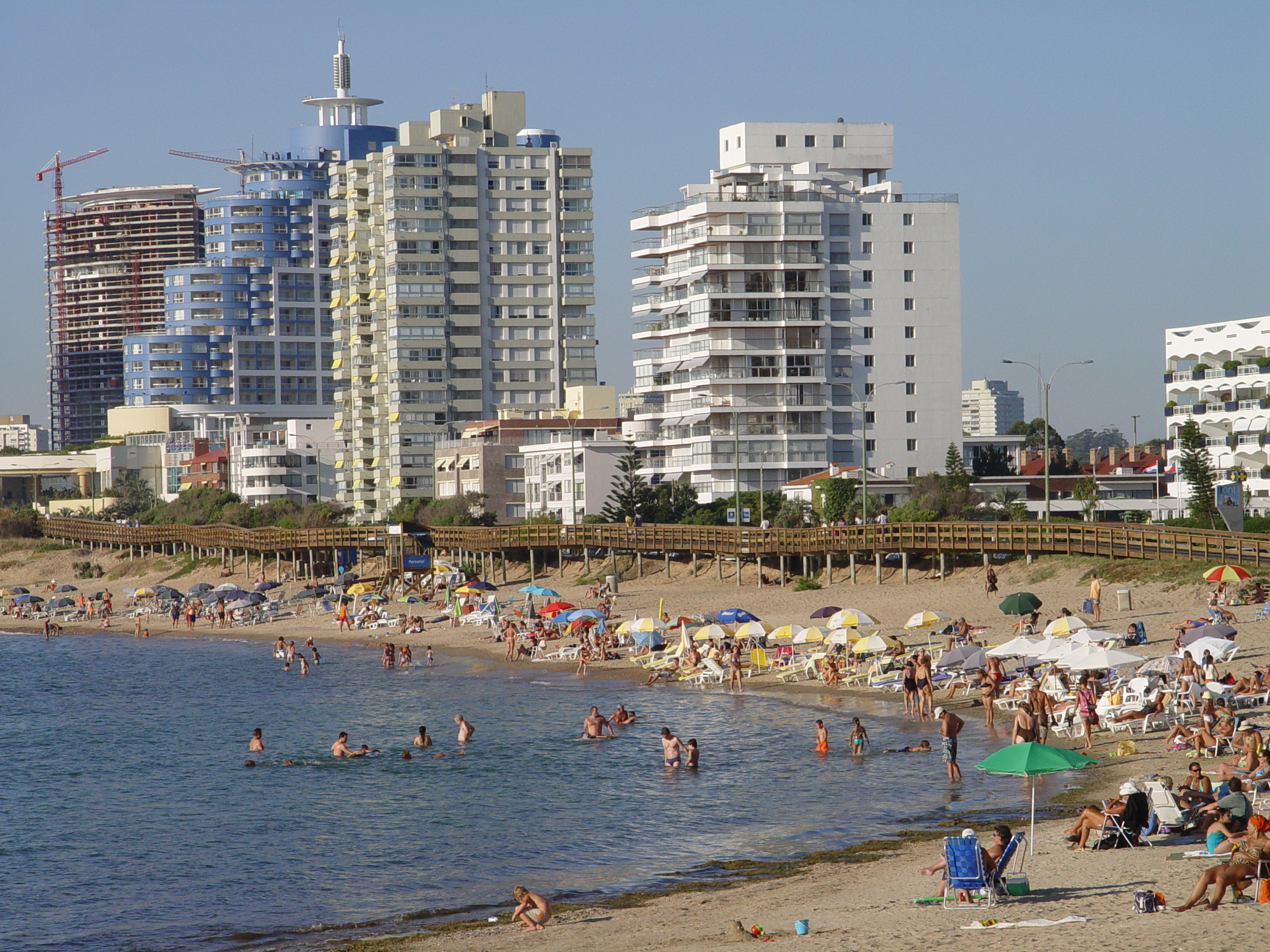
Punta del Este, az ország egyik turisztikai központja
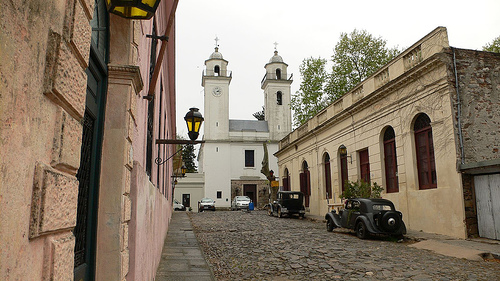
Colonia del Sacramento óvárosa

## Sport

### Labdarúgás
Akárcsak Dél-Amerika nagy részén, Uruguayban is a labdarúgás a legnépszerűbb sport. Ebben igazi nagyhatalom, hiszen két alkalommal nyert futball világbajnokságot, először 1930-ban, hazai pályán, majd 1950-ben Brazíliában. 1924-ben és 1928-ban az olimpiát is megnyerték, ezért az uruguayi válogatott mezén négy csillag látható. Később az uruguayi futball erősen meggyengült az eluralkodó korrupció miatt. 2010-ben Uruguay nemzeti válogatottja a dél-afrikai világbajnokságon a 4. helyet szerezte meg, ezzel az eredménnyel új, sikeres korszak kezdődött, a 2014-es labdarúgó-világbajnokságon a nyolcaddöntőig jutott.

### Egyéb
A labdarúgáson kívül a rögbi, a kosárlabda és a kerékpározás örvend nagy népszerűségnek.

## Ünnepek
| dátum              | név                          | spanyol név                               | megjegyzés                                         |
| ------------------ | ---------------------------- | ----------------------------------------- | -------------------------------------------------- |
| Jan 1              | Újév                         | Año Nuevo                                 |                                                    |
| Jan 6              | Gyereknap                    | Día de los Niños (Día de Reyes)           |                                                    |
| változó: Feb-Márc. | Karnevál                     | Carnaval                                  |                                                    |
| változó: Márc-Ápr. |                              | Semana de Turismo (formerly Semana Santa) | keresztény szent hét                               |
| Ápr 19             |                              | Desembarco de los 33 Orientales           |                                                    |
| Máj 1              | A munka ünnepe               | Día de los Trabajadores                   |                                                    |
| Máj 18             |                              | Batalla de las Piedras                    | Las Piedras-i csata emléknapja                     |
| Jún. 19            |                              | Natalicio de Artigas y Día del Nunca Más  | A nemzeti hős, José Gervasio Artigas születésnapja |
| Júl 18             | Az alkotmány napja           | Jura de la Constitución                   | 1830                                               |
| Aug 25             | Függetlenség napja           | Día de la Independencia                   | Brazíliától - 1825                                 |
| Okt 12             | Kolumbusz-nap                | Día de la Raza                            |                                                    |
| Nov 2              | Halottak napja               | Día de los Difuntos                       |                                                    |
| Dec 25             | A család napja ( Karácsony ) | Día de la Familia (Navidad)               |                                                    |